# Бушково (Великопольське воєводство)
Бушково (пол. Buszkowo) — село в Польщі, у гміні Скульськ Конінського повіту Великопольського воєводства.
Населення — 102 особи (2011).
У 1975—1998 роках село належало до Конінського воєводства.

## Демографія
Демографічна структура станом на 31 березня 2011 року:
|          | Загалом | Допрацездатний вік | Працездатний вік | Постпрацездатний вік |
| -------- | ------- | ------------------ | ---------------- | -------------------- |
| Чоловіки | 49      | 9                  | 33               | 7                    |
| Жінки    | 53      | 7                  | 25               | 21                   |
| Разом    | 102     | 16                 | 58               | 28                   |